# 奇异多指节蟾
奇异多指节蟾也称奇异多指节蛙（英語：paradoxical frog）、萎缩蛙（英語：shrinking frog），是南美洲的一种两栖纲无尾目动物，因其成蛙身长7厘米，但是蝌蚪却长达25厘米，故名“奇异”。成蛙身体为绿色，带有深绿或橄榄色的条纹。有报道称其皮肤分泌物中所含成分，可以刺激人体胰岛素分泌。
 维基共享资源上的相關多媒體資源：奇异多指节蟾
1. ↑  Angulo, Ariadne; Baldo, Diego. . The IUCN Red List of Threatened Species (IUCN). 2010, 2010: e.T55904A11385563  [26 December 2017]. doi:10.2305/IUCN.UK.2010-2.RLTS.T55904A11385563.en. （原始内容存档于2018-09-25）.